# Aenictus dlusskyi
Aenictus dlusskyi é uma espécie de formiga do gênero Aenictus.